# 남성

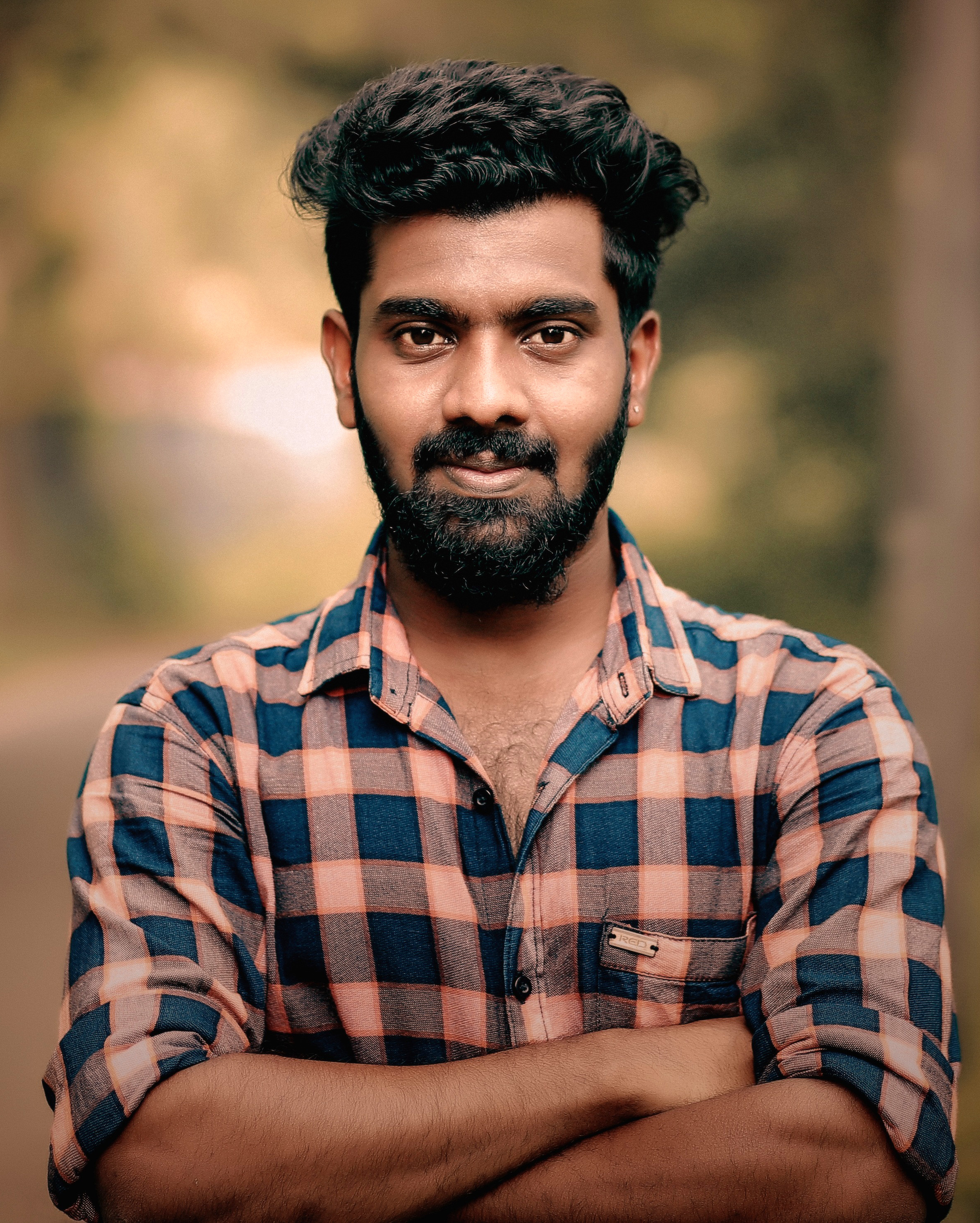
남성

남성(男性) 또는 남자(男子)는 사람 인간의 수컷을 가리키며 여성과 대비된다. 남성은 일반적으로 성인 남자를 지칭하지만, 남자 전체를 가리키기도 한다.
다른 거의 대부분의 포유류처럼 남성의 게놈은 일반적으로 어미로부터 X 염색체를 상속받고 아비로부터 Y 염색체를 상속받는다. Y 염색체의 SRY 유전자에 의해 태아기에 성의 분화가 생긴다.

## 어원 및 상징
상징 부호는 원의 윗쪽 방향으로 화살이 날아가거나 하늘로 솟구치는 형상을 띠고 있다. (유니코드: ♂) 화성을 상징하는 부호가 생물학에서 남성에 대한 기호로 쓰였다. 이는 서양에서 아레스의 창과 방패를 의미하며 웅장하고 용맹스런 남성성의 상징으로 표현되었다. 로마의 전쟁의 신인 마르스에 대한 추상적 기호이기도 하다.

## 생물학적 특성
출생 당시부터 결정되는 1차 성징은 음경과 고환을 포함한 남성 성기에 의해 특징지어지나, 이외에도 인간은 생식 능력과 직접적인 연관이 없는 여러 성적 이형성을 보인다. 2차 성징은 인간의 사춘기에 나타나기 시작하는 성적 분화로, 근육량이 증가하고, 얼굴에 털이 나고, 어깨가 넓어지고, 후두융기가 커지는 것 등이 대표적인 신체적 변화이다.
성인 남성은 어린이나 여성의 목소리에 비해 상당히 더 깊은 목소리를 낸다. 변성기가 오면 남성의 성악 음역이 소프라노 (보이 소프라노), 메조소프라노, 알토에서 소프라니스트, 카운터테너, 알토, 테너, 바리테너, 바리톤, 베이스바리톤, 베이스로 바뀐다.

## 사회적 특성
남성이 사회에서 취하는 역할, 행동 특성을 남성성이라 한다. 남성성은 사회적으로 구성된 특성이나 생물학적 특성의 영향으로 형성되었다고 추정되며 어디까지가 생물학적 특성인지는 논쟁적 주제이다. 서양 사회 등에서는 높은 남성성이 대체로 높은 사회적 지위와 연관된다.

## 같이 보기
- 아버지
- 아들
- 사위
- 신사
- 소년
- 젠더
- 인간
- 여성
- 음경